# Paule Herreman
Ne doit pas être confondu avec Paul Hermann (botaniste) ou Paul Hermann (écrivain).
Paule Herreman, née en 1919 à Ixelles et morte le 3 octobre 1991, est une présentatrice, animatrice à la RTBF (INR - RTB) et comédienne belge pour le théâtre et le cinéma.

## Biographie
Fille du poète d'expression néerlandaise Raymond Herreman, Paule Herreman poursuit des études de philologie germanique. Elle travaille tout d'abord comme sténo parlementaire au Sénat et ensuite comme secrétaire de direction.
Après la Libération, elle travaille comme speakerine à la radio.
Elle fait ses débuts à la télévision comme chef des speakerines.  En 1954, elle entre à l'Institut national de radiodiffusion (INR) pour coordonner les programmes diffusés en Eurovision.  Dotée d'une importante culture générale, elle devient de 1969 à 1980 ambassadrice de la Belgique à l'émission télévisée Le Francophonissime qui fut animée par Pierre Tchernia, Georges de Caunes, Jean-Pierre Cuny, Jean Chatel et enfin Fabrice.  Le juge arbitre était Jacques Capelovici. Il s'agissait de joutes amicales qui opposaient des représentants de plusieurs pays francophones.
Le spectateur se souvient de l'expression de sa bonne humeur et ses fous rires empreints d'une certaine belgitude. Très populaire en Belgique, Paule Herreman se fait remarquer avec ses robes fleuries.
Paule Herreman commente pour la télévision wallonne le Concours Eurovision de la chanson à dix reprises, en 1959, 1964, 1965, 1966, 1967, 1968, 1969, 1973, 1975 et 1979.
A la RTB, elle participe, entre 1972 et 1975, au jeu "Lequel des Trois" avec Michel Dénériaz et Jean Francel.  À partir du 25 février 1977, elle préside le jury du nouveau jeu Zig-Zag en compagnie de Michel Deneriaz puis Jean Guysels (Monsieur Calcul) et Catherine Fortemps (Madame Dictionnaire), une émission de Bob Jacquemin consacrée aux mots croisés et présentée par Marc Hermant puis Patrick Spaeter.  Elle préside à la même époque, le jury de « Voulez-vous jouer ? ».
Les spectateurs français la remarquent comme animatrice aux Jeux de 20 heures, une émission française de jeux télévisés diffusée de mars 1976 à janvier 1987 sur France 3.
Elle succède, en 1976, à Georges Désir comme animatrice de l'émission Visa pour le monde (en alternance avec Alain Denis).  Elle présente et commente entre 1965 et 1982 pour la télévision belge les Jeux sans frontières, un jeu de la télévision française créé par Guy Lux et Claude Savarit sur une idée originale du général de Gaulle.
En 1990-1991, ses dernières prestations télévisuelles consistent à sa présence à la tête du jury de l'émission « Jeunes Solistes ».[Quand ?]
Elle meurt le 3 octobre 1991 à l'âge de 72 ans des suites d'une thrombose survenue sur la scène d'un théâtre quelques jours auparavant.

## Filmographie
- 1976 : De wies Andersen show : Membre de l'équipe (série télévisée)
- 1978 : Er was eens in december (TV)
- 1987 : L'Œuvre au noir : La Citrouille
- 1988 : Les Mémés cannibales : Miss Barnstable
- 1989 : Blueberry Hill : la femme de ménage

## Anecdote
- Elle apparaît dans le clip de la chanson Break it up (1987) de l'athlète américain Carl Lewis, clip produit et tourné en Belgique[4],[5].